# Turica (Lučani)
Pour les articles homonymes, voir Turica.
Turica (en serbe cyrillique : Турица) est un village de Serbie situé dans la municipalité de Lučani, district de Moravica. Au recensement de 2011, il comptait 528 habitants.

## Démographie
| 1948 | 1953 | 1961 | 1971 | 1981 | 1991 | 2002 | 2011 |
| ---- | ---- | ---- | ---- | ---- | ---- | ---- | ---- |
| 907  | 968  | 862  | 806  | 772  | 715  | 634  | 528  |

|  |